# Pareugyrioides exigua
Pareugyrioides exigua är en sjöpungsart som först beskrevs av Kott 1972.  Pareugyrioides exigua ingår i släktet Pareugyrioides och familjen kulsjöpungar. Inga underarter finns listade i Catalogue of Life.